# Фурнаджиев, Никола
Никола Фурнаджиев (27 мая 1903 года, Татар-Пазарджик — 26 января 1968 года, София) — болгарский поэт-модернист, переводчик, редактор. Заслуженный деятель культуры Болгарии с 1965 года. Один из авторов гимна НРБ (в 1950—1964) «Българийо мила».

## Биография
Фурнаджиев окончил гимназию, несколько лет изучал медицину. Прекрасно владел русским языком, с детства читал русских классиков, а в студенческие годы и русских поэтов-модернистов. Его любимыми поэтами были Константин Бальмонт, Валерий Брюсов, Андрей Белый и Владимир Маяковский, но самое большое влияние на его творчество оказали символист Александр Блок и имажинист Сергей Есенин. Фурнаджиев смолоду был про-коммунистически настроен.
После окончания в 1930 году педагогического и философского факультетов Софийского университета, учительствовал, работал чиновником Министерства просвещения. В 1933 году переехал в Стамбул, где преподавал в болгарском училище. Тогда же издал сборник детских рассказов «Златни клонки». Жил в Стамбуле до 1938 года. Вернувшись в Болгарию, стал учителем в Пазарджике.
Был главным редактором крупнейшего издательства «Болгарский писатель» и журнала «Сентябрь».
В 1943 году Фурнаджиев познакомился с лидером таврических болгар Мишо Хаджийским, убеждённым антикоммунистом. Несмотря на разницу взглядов, Фурнаджиев согласился работать в основанном Хаджийским Институте изучения Таврии. Возможно, он рассматривал ИИТ как, своего рода, политическое убежище.
После государственного переворота 9 сентября 1944 года пути Фурнаджиева и Хаджийского разошлись. Последний вскоре был арестован и покончил с собой. А Фурнаджиев вступил в Болгарскую рабочую партию (коммунистов).
В дальнейшем, посетил СССР, бывал на Украине (в том числе и у таврических болгар), посвятил ей стихи.
Заслуженный деятель культуры Болгарии с 1965 года. Почетный гражданин города Пазарджик.

## Творчество
Фурнаджиев дебютировал со своими стихами в одной из юмористических газет в 1918 году.
Был одним из основных авторов журнала «Новый путь». Стихотворения, которые печатались в этом журнале, в 1925 году были изданы в сборнике «Весенний ветер», который считается лучшим в творчестве Фурнаджиева.
В его сборниках «Весенний ветер» (1925), «Радуга» (1928), «Стихи» (1938) Сентябрьское восстание 1923 года в Болгарии представлено в героико-романтическом духе, воспеты трагедия его поражения, вера в счастливое будущее.
В сборниках «Свет над Болгарией» (1954), «По твоим дорогам я шел» (1958), «Солнце над горами» (1961) и «Самое трудное» (1964) воспевал социалистическую Болгарию, духовный мир современника.
Автор трех детских сборников стихов. Считается одним из лучших болгарских переводчиков русской литературы. Его произведения переведены на многие европейские языки.